# Wyspa Miedziana
Wyspa Miedziana (ros. остров Медный) – wyspa na wschód od Półwyspu Kamczatki, na Dalekim Wschodzie Rosji, na Morzu Beringa. Należy do Wysp Komandorskich, jest druga co do wielkości w tym archipelagu.
Wyspa została odkryta w 1741 roku, jednak do początków XX wieku pozostawała niezamieszkana. Wówczas osiedliła się tu grupa Aleutów z wyspy Attu. W latach 70. XX wieku wyspa została wysiedlona, a ludność przeniesiona na Wyspę Beringa. Do 2001 roku wyspa pozostawała terenem wojskowym. Obecnie jest niezamieszkana.
Wyspa znajduje się na terenie Komandorskiego Rezerwatu Biosfery.

## Literatura
- Richard Ellis, Encyclopedia of the Sea, New York: Alfred A. Knopf, 2001.

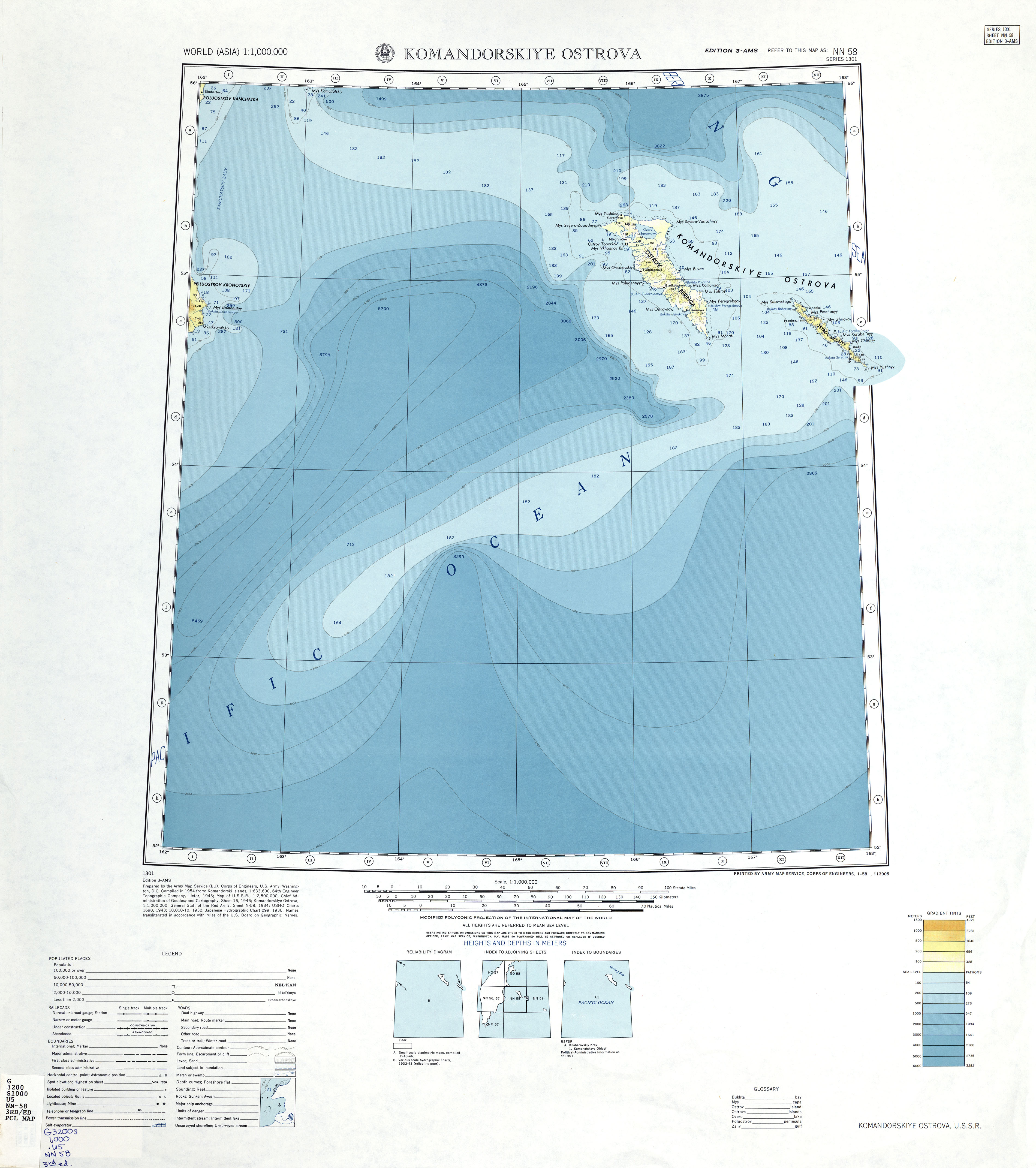
Mapa Wysp Komandorskich
z Wyspą Miedzianą